# Duff Gibson
Duff Gibson (ur. 11 sierpnia 1966 w Vaughan) – kanadyjski skeletonista, mistrz olimpijski oraz dwukrotny medalista mistrzostw świata.

## Kariera
Pierwszy sukces w karierze osiągnął 17 stycznia 2002 roku w Sankt Moritz, kiedy zajął trzecie miejsce w zawodach Pucharu Świata. W zawodach tych wyprzedzili go jedynie Chris Soule z USA i Gregor Stähli ze Szwajcarii. W klasyfikacji generalnej sezonu 2001/2002 zajął ostatecznie szóste miejsce. Dwa lata później Gibson trzykrotnie plasował się w najlepszej trójce zawodów pucharowych, jednak nie odniósł zwycięstwa. Mimo to zajął drugie miejsce w klasyfikacji generalnej, ulegając tylko Kristanowi Bromleyowi z Wielkiej Brytanii. W 2004 roku wystąpił także na mistrzostwach świata w Königssee, gdzie zdobył złoty medal. Podczas rozgrywanych rok później mistrzostw świata w Calgary Kanadyjczyk był trzeci, plasując się za swym rodakiem Jeffem Painem i Gregorem Stählim. Trzecie miejsce zajął również w klasyfikacji generalnej sezonu 2004/2005.
W 2002 roku zajął dziesiąte miejsce na igrzyskach olimpijskich w Salt Lake City. Na rozgrywanych cztery lata później igrzyskach w Turynie sięgnął po tytuł mistrza olimpijskiego. Wyprzedził tam Paina i Stähliego, zdobywając pierwszy w historii złoty medal olimpijski dla Kanady w tym sporcie. Po tym zwycięstwie ogłosił zakończenie kariery sportowej.